# أبو طالب بن عبد المطلب
أبو طالب بن عبد المطلب بن هاشم القرشي، سيد قريش، عم الرسول محمد وكافله وناصره وحاميه، ووالد علي بن أبي طالب رابع الخلفاء الراشدين وأول أئمة أهل البيت عند الشيعة. كان أبو طالب منيعًا عزيزًا في قريش، وسيدًا شريفًا مطاعًا مهيبًا. وكان به عَرَجٌ.
وُلد أبو طالب قبل النبي بخمس وثلاثين سنة، وتزوج من فاطمة بنت أسد، فأنجبت له: طالبًا، وعقيلًا، وجعفرًا، وعليًّا، وأمّ هانئ، وجمانة، وريطة، وأسماء، ولما مات عبد المطلب أوْصَى بمحمد إلى أبي طالب، فكفله وأحسن تربيته، ولما بعث قام في نصرته وذَبَّ عنه من عاداه، فلم يزل يذب عن رسول الله ويناوئ قريشًا إلى أن مات.
ذهب مشهور أهل السنة والجماعة إلى أن أبا طالب مات كافرًا ولم يسلم، بينما يعتقد الشيعة بأن أبا طالب مات مسلمًا مؤمنًا.

## نسبه واسمه

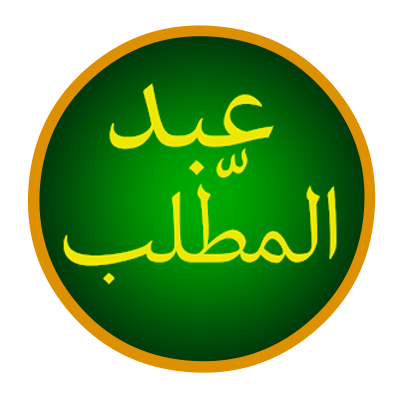
تخطيط لاسم عبد المطلب، والد أبي طالب.

### نسبه
- هو: أَبُو طَالِبٍ بْنِ عَبْدِ المُطَّلِبِ بْنِ هَاشِمِ بْنِ عَبْدِ مَنَافِ بْنِ قُصَيِّ بْنِ كِلَابِ بْنِ مُرَّةَ بْنِ كَعْبِ بْنِ لُؤَيِّ بْنِ غَالِبِ بْنِ فِهْرِ بْنِ مَالِكِ بْنِ النَّضْرِ بْنِ كِنَانَةَ بْنِ خُزَيْمَةَ بْنِ مُدْرِكَةَ بْنِ إِلْيَاسَ بْنِ مُضَرَ بْنِ نِزَارَ بْنِ مَعَدَّ بْنِ عَدْنَانَ.[10]
- أمه: فَاطِمَةُ بِنْتُ عَمْرِو بْنِ عَائِذِ بْنِ عِمْرَانَ بْنِ مَخْزُومِ بْنِ يَقَظَةَ بْنِ مرّة ابْن كَعْبِ بْنِ لُؤَيِّ بْنِ غَالِبِ بْنِ فِهْرِ بْنِ مَالِكِ بْنِ النَّضْرِ بْنِ كِنَانَةَ بْنِ خُزَيْمَةَ بْنِ مُدْرِكَةَ بْنِ إِلْيَاسَ بْنِ مُضَرَ بْنِ نِزَارَ بْنِ مَعَدَّ بْنِ عَدْنَانَ.[11]

### اسمه
أمّا عن اسمه، فقد اختلف المؤرخون فيه، على عدة أقوال، منها:
- أن اسمه عبد مناف: وهو القول الأشهر بين المؤرخين، ويُؤيد ذلك ما نُقل من وصية عبد المطلب في النبي لابنه أبي طالب:[12]

ونُقل عن عبد المطلب أيضًا أَّنه قال:
- أن اسمه عمران: نقل ذلك ابنُ شهر آشوب في «المناقب»[13] وابنُ عنبة في «عمدة الطالب» إلا أنه ضعَّفه،[14] وذكر هذا القول آخرون،[15] كما ورد في زيارة النبي محمد الموجودة في بعض كتب الشيعة: «السلام على عمك عمران أبي طالب».[16] وأنكر بعض علماء أهل السنة والجماعة ذلك، مثل ابن حجر العسقلاني.[17]
- أن اسمه كنيته: وممن ذكر ذلك الحاكم النيسابوري في «المستدرك على الصحيحين»، حيث أفاد أنه قد تواترت الأخبار بأنَّ أبا طالب كنيته اسمه والله أعلم،[18] ورُوي أنه جاء في بعض الرسائل: «وكتب علي بن أبو طالب»، وقيل: إنه كان علي بن أبي طالب، ولكن الياء مشبهة بالواو في الخط الكوفي.[16]
- أن اسمه شيبة: حيث روى ابن عساكر بسنده عن مالك بن أنس أن اسم أبي طالب شيبة.[19][20]

## حياته قبل البعثة

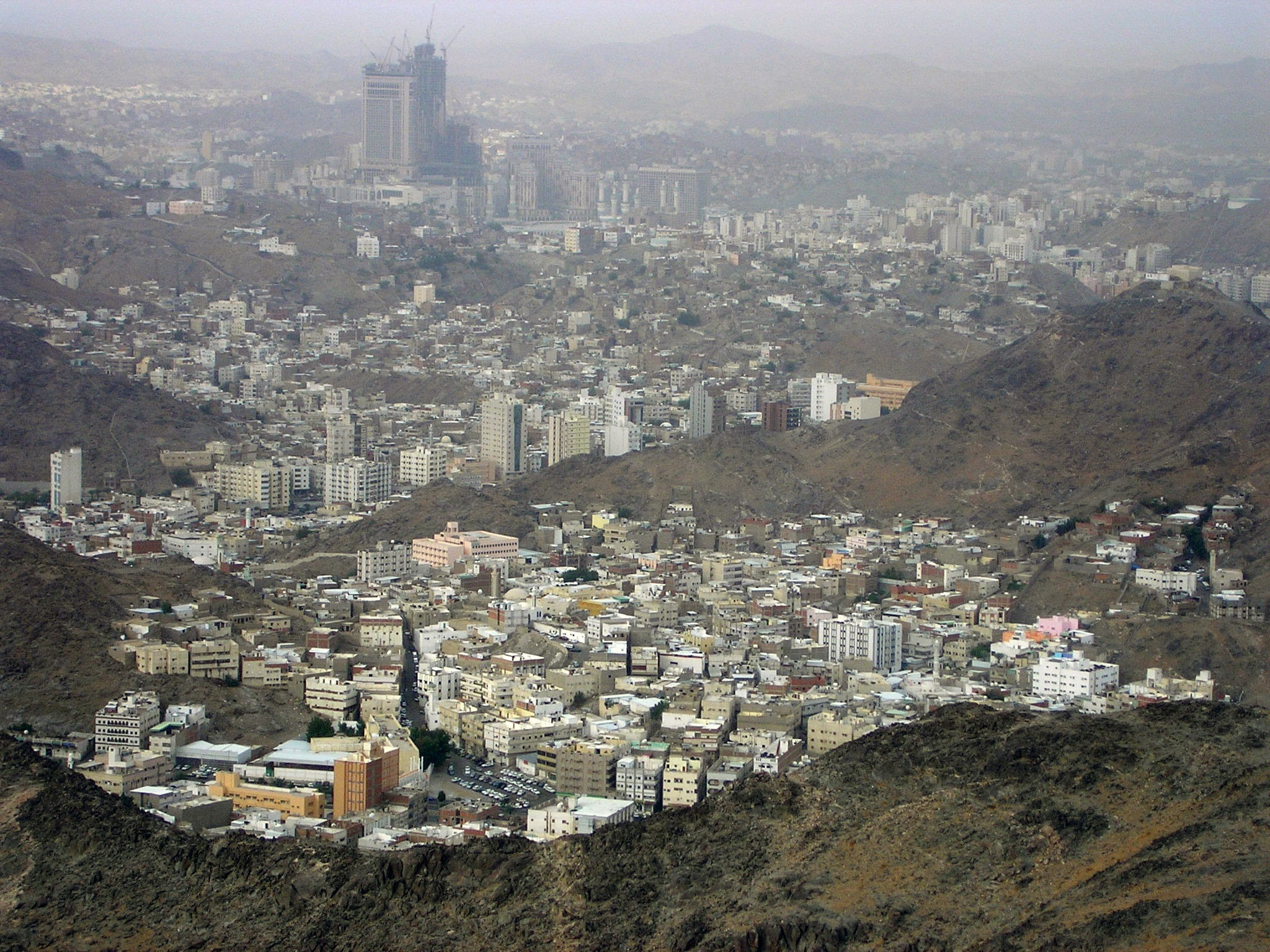
منظر كاشف لمكة من على متن جبل النور.

### ولادته ونشأته
وُلد أبو طالب بن عبد المطلب في مكة المكرمة، قبل ولادة النبي بخمس وثلاثين سنة، أي حوالي عام 88 قبل الهجرة النبوية، وذلك حسب بعض المصادر. وتربى في حجر والده عبد المطلب بن هاشم.

### زواجه بفاطمة بنت أسد

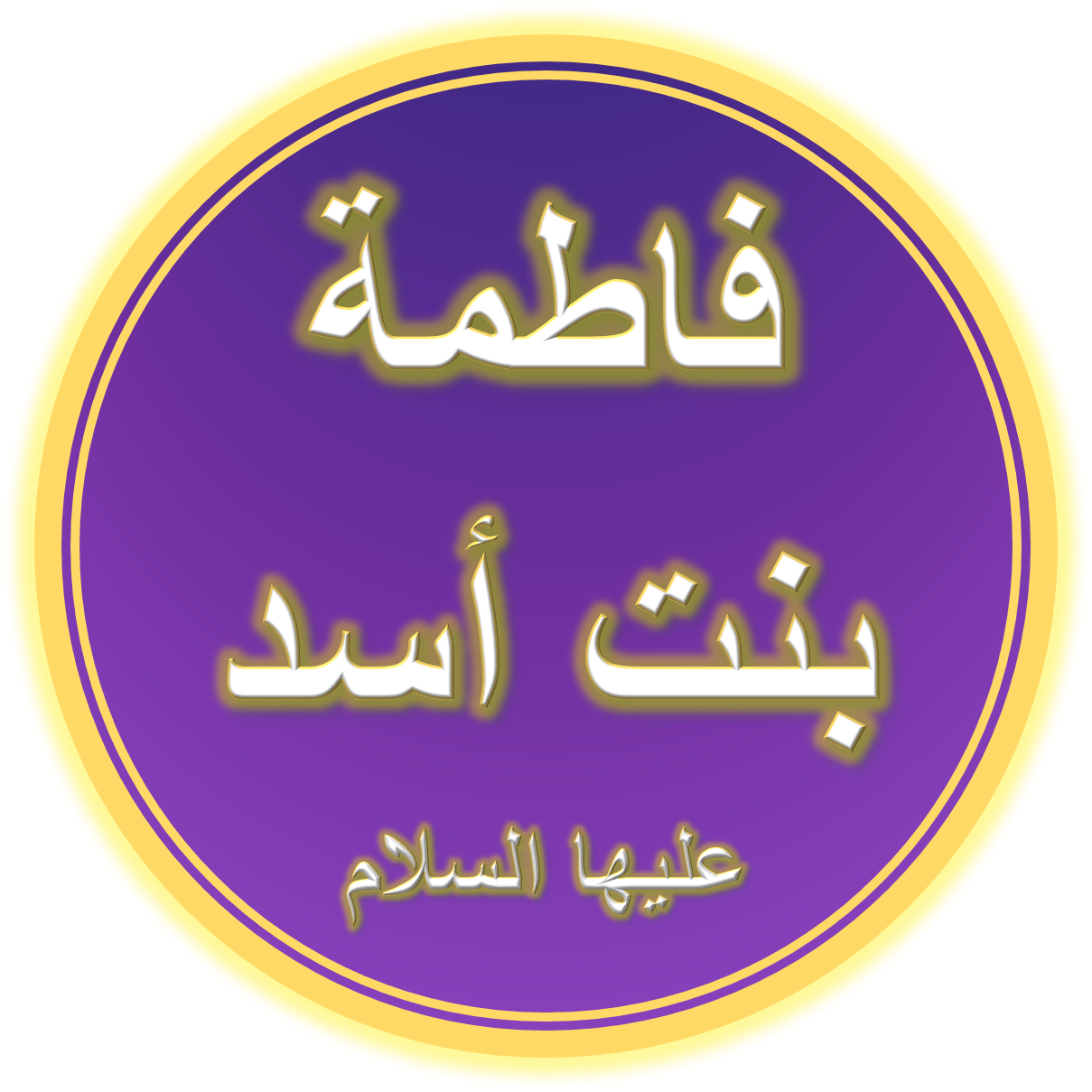
تخطيط لاسم فاطمة بنت أسد، زوجة أبي طالب.

تزوج أبو طالب من ابنة عمه فاطمة بنت أسد بن هاشم، فذهب لخطبتها من أبيها أسد، ورُوي أن أبا طالب خطب، وقال: «الحمد لله ربّ البيت العظيم، والمقام الكريم، والمشعر والحطيم، الذي اصطفانا أعلامًا، وسدنة، وعربًا خلّصًا، وحجبة، وبهاليل أطهارًا من الخناء والريب، والأذى والعيب، وأقام لنا المشاعر، وفضّلنا على العشائر، نجيّة آل إبراهيم، وصفوة زرع إسماعيل»، ثمّ قال: «معاشر قريش إنّني ممّن طاب محتده، وطهر مقعده، وعرف مولده، وعزّت جرثومته، وطابت أرومته، ذؤابة الذوائب، وسيّد الأعارب، وقد تزوّجت فاطمة بنت أسد، وسقت إليها المهر، وثبت الأمر، فيلوه واشهدوا». فقال أسد: «أنت أبا طالب بحيث المنصب الذي ذكرت، والفضل الذي وصفت، وقد زوّجناك ورضيناك»، ثمّ زفّت إليه.
وفي ذلك يقول أمية بن الصلت:
أنجبت فاطمة لأبي طالب من الأولاد: «طالب»، و«عقيل»، و«جعفر»، و «علي»، و«أم هانئ» و«جمانة».

### وفاة عبد المطلب وكفالته للنبي
لما بلغ النبي ثمان سنوات، تُوفي جدّهُ عبد المطلب، فكفله عمه أبي طالب وأحسن تربيته، ورُوي أن عبد المطلب لمَّا حَضَرته الوفاةُ أوصى ابنَه أبا طالبٍ بالنبي لأنَّ عبدَ الله -والِدَ النبيِّ - وأبا طالبٍ كانا لأُمٍّ واحدةٍ، وفي قول آخر أن النبي هو الذي اختار عمه أبو طالب، لكثرة مؤانسته وشفقته، وقيل اقترع أبو طالب وشقيقه الزبير فخرجت القرعة لأبي طالب، وقيل بل كفله الزبير حتى مات ثم كفله أبو طالب.
كان أبا طالب يحب النبي حبًا شديدًا لا يحبه لأحد من ولده، فكان لا ينام إلا إلى جنبه، وكان يخصه بأحسن الطعام، وروى ابن عساكر وابن سعد عن ابن عباس أنه قال: «لمَّا توُفِّيَ عبدُ المطلب قَبَضَ أبو طالبٍ رسولَ اللَّه ﷺ فكان يكونُ معه، وكان يُحِبُّه حبًّا شديدًا لا يُحِبُّ وَلَدَه مِثله، وكان لا يَنامُ إلَّا إلى جَنبِه، وكان يَخُصُّه بالطَّعامِ، وكان عيالُ أبي طالِبٍ إذا أكلوا جميعًا أو فُرادَى لم يَشبَعوا، وإذا أكَل معهم رسولُ اللَّه ﷺ شَبِعوا. وكان أبو طالِبٍ إذا أراد أن يُغدِّيَهم أو يُعشِّيَهم يقول: كما أنتُم حتى يَحضُرَ ابني. فيَأتي رسولُ اللَّه ﷺ فيأكُلُ معهم فيُفضِلون من طَعامِهم، وإن لم يَكُن معهم لم يُشبِعْهم، وإن كان لَبنًا شَرِبَ هو أوَّلَهم ثم يتناوَلُ العيالُ القَعْبَ -إناءٌ ضخمٌ كالقَصْعةِ- فيَشرَبون منه فيُروَون عن آخِرِهم من القَعبِ الواحِدِ، وإن كان أحدُهم لَيَشرَبُ قَعبًا وَحدَه، فيقول أبو طالبٍ: "إنَّكَ لَمُبارَكٌ!"».
وذكر ابن إسحاق أن من شعر عبد المطلب فيما يوصي به:
وقال عبد المطلب أيضًا:

### سفره إلى الشَّامِ مع النبيِّ مُحمد ولقاء بَحيرَا الراهب
يُروى أن أبا طالب سافر في رَكبٍ للتِّجارةِ إلى الشَّامِ، فأخَذ النبيِّ مُحمد معه، وكان النبي في التاسعة أو العاشرة أو الثانية عشرة من عمره، وحين نزل الركب في بصرى، وكان بها راهب يُقال لهُ «بحيرا»، وكان خبيرًا وعالمًا بالإنجيل وبشؤون النصرانية، وأبصر بحيرا النبي مُحمد، فجعل الراهب يتأمله ويكلمه، ومن ثم التفت إلى أبي طالب فقال له: «ما هذا الغلام منك؟»، فقال: «ابني - وكان أبو طالب يدعوه بابنه لشدة محبته له وشفقته عليه -»، فقال له بحيرا: «ما هو بابنك وما ينبغي أن يكون أبو هذا الغلام حيًا»، فقال: «هو ابن أخي»، قال: «فما فعل أبوه؟»، قال: «مات وأمه حبلى به»، قال بحيرا: «صدقت فارجع به إلى بلده واحذر عليه يهود فو الله لئن رأوه هنا ليبلغنّه شرا، فإنه كائن لابن أخيك هذا شأن عظيم»، فأسرع به أبو طالب عائدًا إلى مكة.

أخرج الترمذي، عن أبي بكر بن أبي موسى الأشعري عن أبيه قال:
| أبو طالب بن عبد المطلب | خرجَ أَبُو طالبٍ إِلى الشَّامِ وخرجَ معهُ النَّبيُّ ﷺ في أشياخٍ من قُريشٍ، فَلمَّا أشرفُوا على الرَّاهِبِ هَبَطَ فحلُّوا رِحَالَهُمْ فَخرجَ إليهم الرَّاهبُ وكانوا قبل ذلكَ يمرُّون بهِ فلا يخرجُ إليهمْ ولا يَلتفِتْ، قَالَ: فَهُمْ يَحُلّونَ رحالَهُم فَجَعَلَ يتخلَّلهُمُ الرَّاهبُ حتَّى جاءَ فأخذَ بيدِ رَسُولِ اللَّهِ ﷺ فقَالَ: هَذَا سيِّدُ العالمينَ، هَذَا رَسُولُ رَبِّ العالمينَ. يبعثُهُ اللَّهُ رحمةً للعالمينَ. فقَالَ لهُ أشياخٌ مِنْ قُريشٍ: ما عِلمُكَ؟ فقَالَ: إنَّكُمْ حينَ أشرفتُمْ من العقَبَةِ لم يبقْ حجرٌ ولا شَجرٌ إلاّ خرَّ ساجدًا. ولا يَسجُدانِ إلاّ لنبيٍّ، وإنِّي أعرفُهُ بخاتَمِ النُّبوَّةِ أسفَلَ من غُضروفِ كَتِفِهِ مثلَ التُّفاحَةِ، ثُمَّ رجَعَ فصنَعَ لهمْ طعامًا فَلمَّا أتاهمْ بِهِ فكَانَ هو في رِعْيَةِ الإبلِ فقَالَ: أرسلوا إليهِ فأقْبَلَ وعليهِ غَمَامَةٌ تُظِلُّهُ، فَلمَّا دنا من القومِ وجَدَهمْ قدْ سبقوهُ إِلى فيءِ الشَّجرةِ فَلمَّا جلسَ مالَ فَيءُ الشَّجرةِ عليهِ فقَالَ: انظروا إِلى فيءِ الشَّجرةِ مالَ عليهِ. قَالَ: فبينما هو قائمٌ عليها وهو يُنَاشِدُهُمْ أنْ لا يذهَبُوا بهِ إِلى الرُّومِ فإنَّ الرُّومَ إِنْ رأوهُ عرفوهُ بالصِّفةِ فيقتُلونَهُ، فالتَفَتَ فإذا بسبعةٍ قدْ أقبلوا منَ الرُّومِ فاستقبَلَهُمْ فقَالَ: ما جَاءَ بكم؟ قَالُوا: جِئنَا إِلى هَذَا النَّبيَّ خارجٌ في هَذَا الشَهْرِ، فلمْ يبقَ طريقٌ إلا بُعثَ إليهِ بأُناسٍ، وإنَّا قدْ أُخْبِرْنَا خَبَرَهُ بعثنا إِلى طَرِيقِكَ هَذَا، فقَالَ: هلْ خلفكُمْ أحدٌ هو خيرٌ منكُمْ؟ قَالُوا: إنَّما أُخْبِرْنَا خَبَرَهُ بطريقكَ هَذَا. قَالَ: أفرأيتمْ أمرًا أرادَ اللَّهُ أنْ يَقْضِيَهُ هل يستطيعُ أحدٌ من النَّاسِ ردَّهُ؟ قَالُوا: لا. قَالَ: فبايَعُوهُ وأقاموا معَهُ، قَالَ: أنشدكمْ باللَّهِ أَيُّكمْ وَلِيُّهُ؟ قَالُوا: أَبُو طالبٍ، فلم يزلْ يُناشِدُهُ حتَّى ردَّهُ أَبُو طالبٍ وبعثَ معهُ أَبُو بكرٍ بلالًا وزوَّدهُ الرَّاهبُ من الكعكِ والزَّيتِ | أبو طالب بن عبد المطلب |

قال الترمذي: «حسن غريب»، وقال الألباني: «صحيح لكن ذكر بلال فيه منكر»، كما رواها ابن أبي شيبة في «مصنفه»، والحاكم في «المستدرك» وغيرهما. وفي المقابل، هُناك من يُشكك ويُنكر هذه القصة، فيقول الذهبي في التلخيص: «قال -أي الحاكم-: على شرط البخاري ومسلم. قلت -أي الذهبي-: أظنه موضوعًا وبعضه باطل».

### مشاركته في حرب الفجار
قيل أن أبي طالب والنبي محمد شاركا في حرب الفجار، فقد رُوي عن النبي أنّه قال: «شهدت الفجار مع عمي أبي طالب وأنا غلام»، وقد رُوي عن النبي أنه قال أيضًا: «كُنْتُ أَنْبُلُ عَلَى أَعْمَامِي»، كما ذكر الواقدي أن أبا طالب أصاب يوم الفِجار سهم في قدمه، فكان يَخْمَعُ منه.
بينما أنكر البعض أن يكون النبي قد اشترك فيها، فقد قال أكرم العمري أنه لم يثبت أن النبي شهدها، وقيل أن أبي طالب لم يشارك فيها أيضًا، حيث رُوي أن أبا طالب منع أن يكون فيها أحد من بني هاشم وقال: «هذا ظلم وعدوان وقطيعة واستحلال للشهر الحرام، ولا أحضره ولا أحد من أهلي»، فأخرج الزبير بن عبد المطلب مستكرها، وقال عبد الله بن جدعان التيمي وحرب ابن أمية: «لا نحضر أمرا تغيب عنه بنو هاشم»، فخرج الزبير.

### زواج رسول الله من خديجة
كان لأبي طالب دور بازر في زوج النبي مُحمد من خديجة بنت خويلد، حيث يُذكر أن أبا طالب خرج مع أهل بيته ومعه نفر من قريش، حتى خطبها من عمرو بن أسد، عمّ خديجة، وقيل بل خطبها من ورقة بن نوفل، ويُقال إن الذي زوج رسول الله من خديجة أبوها خويلد بن أسد، وقيل إن الذي ذهب للخطبة هو حمزة بن عبد المطلب.
وخطب أبو طالب فقال: «الحمد لله الذي جعلنا من ذرية إبراهيم، وزرع إسماعيل وضِئْضِىءِ معدّ، وعنصر مضر، وجعلنا حضنة بيته وسُوّاس حرمه، وجعله لنا بيتًا محجوجًا وحرمًا آمنًا، وجعلنا حكّام الناس، ثم إن ابن أخي هذا محمد بن عبد الله لا يُوزن به رجل شرفًا ونبلًا وفضلًا، وإن كان في المال قُلٌّ، فإن المال ظل زائل، وأمر حائل، وعارية مستردّة، وهو والله بعد هذا له نبأ عظيم وخطر جليل، وقد خطب إليكم رغبة في كريمتكم خديجة، وقد بذل لها من الصَّدَاقِ كذا».
ثم رد عليه ورقة بن نوفل قائلًا: «الحمد لله الذي جعلنا كما ذكرت وفضلنا على ما عددت فنحن سادة العرب وقادتها وأنتم أهل ذلك كله لا تنكر العشيرة فضلكم ولا يرد أحد من الناس فخركم وشرفكم؛ وقد رغبنا في الاتصال بحبلكم وشرفكم فاشهدوا عليّ معاشر قريش بأني قد زوجت خديجة بنت خويلد من محمد بن عبد الله على كذا». ثم سكت، فقال أبو طالب: «قد أحببت أن يشركك عمها»، فقال عمها عمرو بن أسد: «اشهدوا عليّ يا معشر قريش أني قد أنكحت محمد بن عبد الله خديجة بنت خويلد»، وعلى إثر ذلك تم الزواج، وأولم عليها محمد فنحر جزورا وقيل جزورين وأطعم الناس، حضر العقد بنو هاشم ورؤساء مضر، وأصدقها عشرين بَكْرة.

## حياته بعد البعثة

### بداية البعثة
لما بعث النبي محمد، وأسلمت خديجة بنت خويلد، وأسلم معه علي بن أبي طالب، وذكر ابن إسحاق أن عليًا كان يخفي إسلامه عن أبيه أبي طالب، وروى ابن إسحاق أيضًا أن رسول الله كان إذا حضرت الصلاة، خرج إلى شعاب مكة، وخرج معه علي مستخفيًا من عمه أبي طالب وجميع أعمامه وسائر قومه، فيصليان الصلوات فيها، فإذا أمسيا رجعًا، فمكثا كذلك، حتى عثر عليهما أبي طالب يومًا وهما يصليان، فقال لرسول الله: «يا بن أَخِي، مَا هَذَا الدِّينُ الَّذِي أَرَاكَ تَدِينُ بِهِ؟»، قال: «أَيْ عَمِّ، هَذَا دِينُ اللَّهِ وَدِينُ مَلَائِكَتِهِ وَدِينُ رُسُلِهِ، وَدِينُ أَبِينَا إِبْرَاهِيمَ- أَوْ كَمَا قَالَ- بَعَثَنِي اللَّهُ بِهِ رَسُولًا إِلَى الْعِبَادِ، وَأَنْتَ يَا عَمُّ أَحَقُّ مَنْ بَذَلْتُ لَهُ النَّصِيحَةَ، وَدَعَوْتُهُ إِلَى الْهُدَى، وَأَحَقُّ مَنْ أَجَابَنِي إِلَيْهِ، وَأَعَانَنِي عَلَيْهِ- أَوْ كَمَا قال»، فقال أبو طالب: «يا بن أَخِي، إِنِّي لا أَسْتَطِيعُ أَنْ أُفَارِقَ دِينِي وَدِينَ آبَائِي وَمَا كَانُوا عَلَيْهِ، وَلَكِنْ وَاللَّهِ لا يَخْلُصُ إِلَيْكَ بِشَيْءٍ تَكْرَهُهُ مَا حَيِيتُ». وكان أبو طالب يقول لابنه علي: «وَآزِرِ ابْنَ عَمِّكَ وَانْصُرْهُ».

### الجهر بالدعوة ودفاع أبي طالب عن النبي

#### تزول آية الإنذار
جاء في كتاب «الكامل في التاريخ» عن جعفر بن عبد الله بن أبي الحكم أنّه لما نزلت ﴿وَأَنْذِرْ عَشِيرَتَكَ الْأَقْرَبِينَ ۝٢١٤﴾ [الشعراء:214]، دعا النبي بني هاشم فحضروا، ومعهم نفر من بني المطلب بن عبد مناف، فكانوا خمسة وأربعين رجلا. فبادره أبو لهب وقال: «وهؤلاء هم عمومتك وبنو عمك فتكلم ودع الصبّاة. واعلم أنه ليس لقومك بالعرب قاطبة طاقة، وأنا أحق من أخذك، فحسبك بنو أبيك، وإن أقمت على ما أنت عليه فهو أيسر عليهم من أن يثب بك بطون قريش، وتمدهم العرب، فما رأيت أحدا جاء على بني أبيه بشر مما جئت به»، فسكت النبي، ولم يتكلم في ذلك المجلس.
ثم دعاهم ثانية وقال: «الْحَمْدُ لِلَّهِ، أَحْمَدُهُ وَأَسْتَعِينُهُ وَأُومِنُ بِهِ وَأَتَوَكَّلُ عَلَيْهِ وَأَشْهَدُ أَنْ لَا إِلَهَ إِلَّا اللَّهُ وَحْدَهُ لَا شَرِيكَ لَهُ»، ثُمَّ قَالَ: «إِنَّ الرَّائِدَ لَا يَكْذِبُ أَهْلَهُ، وَاللَّهِ الَّذِي لَا إِلَهَ إِلَّا هُوَ إِنِّي رَسُولُ اللَّهِ إِلَيْكُمْ خَاصَّةً وَإِلَى النَّاسِ عَامَّةً، وَاللَّهِ لَتَمُوتُنَّ كَمَا تَنَامُونَ، وَلَتُبْعَثُنَّ كَمَا تَسْتَيْقِظُونَ، وَلَتُحَاسَبُنَّ بِمَا تَعْمَلُونَ، وَإِنَّهَا الْجَنَّةُ أَبَدًا وَالنَّارُ أَبَدًا»، فقال أبو طالب: «مَا أَحَبَّ إِلَيْنَا مُعَاوَنَتَكَ وَأَقْبَلَنَا لِنَصِيحَتِكَ وَأَشَدَّ تَصْدِيقَنَا لِحَدِيثِكَ، وَهَؤُلَاءِ بَنُو أَبِيكَ مُجْتَمِعُونَ، وَإِنَّمَا أَنَا أَحَدُهُمْ، غَيْرَ أَنِّي أَسْرَعُهُمْ إِلَى مَا تُحِبُّ، فَامْضِ لِمَا أُمِرْتَ بِهِ فَوَاللَّهِ لَا أَزَالُ أَحُوطُكَ وَأَمْنَعُكَ، غَيْرَ أَنَّ نَفْسِي لَا تُطَاوِعُنِي عَلَى فِرَاقِ دِينِ عَبْدِ الْمُطَّلِبِ».
فقال أبو لهب: «هذه والله السوأة! خذوا على يديه قبل أن يأخذ غيركم»، فقال أبو طالب: «وَاللَّهِ لَنَمْنَعَنَّهُ مَا بَقِينَا».

#### وفد قريش إلى أبي طالب

##### المرة الأولى
فلما رأت قريش محاماة أبي طالب عنه وقيامه دونه، وامتناعه من أن يسلمه، مشى إليه رجال من أشراف قريش، منهم عتبة بن ربيعة، وشيبة أخوه، وأبو سفيان بن حرب، وأبو البختري بن هشام، والأسود بن المطلب، والوليد بن المغيرة، وأبو جهل عمرو بن هشام، والعاص بن وائل، ونبيه ومنبه ابنا الحجاج، وأمثالهم من رؤساء قريش فقالوا: «يَا أَبَا طَالِبٍ، إنَّ ابْنَ أَخِيكَ قَدْ سَبَّ آلِهَتَنَا، وَعَابَ دِينَنَا، وَسَفَّهُ أَحْلَامَنَا، وَضَلَّلَ آبَاءَنَا، فَإِمَّا أَنْ تَكُفَّهُ عَنَّا، وَإِمَّا أَنَّ تُخِلِّي بَيْنَنَا وَبَيْنَهُ، فَإِنَّكَ عَلَى مِثْلِ مَا نَحْنُ عَلَيْهِ مِنْ خِلَافِهِ، فَنَكْفِيكَهُ». فقال لهم أبو طالب قولًا رفيقًا، وردهم ردا جميلًا، فانصرفوا عنه.

##### المرة الثانية
ومضى النبي محمد على ما هو عليه، يظهر دين الله، ويدعو إليه، ثم شرق الأمر بينه وبينهم، تباعدا وتضاغنا، حتى أكثرت قريش ذكر النبي محمد بينها، وتذامروا فيه، وحض بعضهم بعضا عليه، فمشوا إلى أبى طالب مره ثانية، فقالوا: «يَا أَبَا طَالِبٍ، إنَّ لَكَ سِنًّا وَشَرَفًا وَمَنْزِلَةً فِينَا، وَإِنَّا قَدْ اسْتَنْهَيْنَاكَ مِنْ ابْنِ أَخِيكَ فَلَمْ تَنْهَهُ عَنَّا، وَإِنَّا وَاَللَّهِ لَا نَصْبِرُ عَلَى هَذَا مِنْ شَتْمِ آبَائِنَا، وَتَسْفِيهِ أَحْلَامِنَا، وَعَيْبِ آلِهَتِنَا، حَتَّى تَكُفَّهُ عَنَّا، أَوْ نُنَازِلَهُ وَإِيَّاكَ فِي ذَلِكَ، حَتَّى يَهْلِكَ أَحَدُ الْفَرِيقَيْنِ، أَوْ كَمَا قَالُوا لَهُ». ثم انصرفوا عنه، فعظم على أبي طالب فراق قومه وعداوتهم، ولم يطب نفسا بإسلام النبي لهم ولا خذلانه.
وبعث أبو طالب إلى رسول الله، فقال له: «يَا ابْنَ أَخِي، إنَّ قَوْمَكَ قَدْ جَاءُونِي، فَقَالُوا لِي كَذَا وَكَذَا، لِلَّذِي كَانُوا قَالُوا لَهُ، فَأَبْقِ عَلَيَّ وَعَلَى نَفْسِكَ، وَلَا تُحَمِّلْنِي مِنْ الْأَمْرِ مَا لَا أُطِيقُ»، فظن النبي أنه قد بدا لعمه فيه بداء أنه خاذله ومسلمه، وأنه قد ضعف عن نصرته والقيام معه. فقال رسول الله: «يَا عَمُّ، وَاَللَّهِ لَوْ وَضَعُوا الشَّمْسَ فِي يَمِينِي، وَالْقَمَرَ فِي يَسَارِي عَلَى أَنْ أَتْرُكَ هَذَا الْأَمْرَ حَتَّى يُظْهِرَهُ اللَّهُ، أَوْ أَهْلِكَ فِيهِ، مَا تَرَكْتُهُ»، ثم استعبر رسول الله، فبكى ثم قام، فلما ولى ناداه أبو طالب، فقال: «أَقْبِلْ يَا بن أَخِي»، فأقبل عليه رسول الله، فقال: «اذْهَبْ يَا بن أَخِي، فَقُلْ مَا أَحْبَبْت، فو الله لَا أُسْلِمُكَ لِشَيْءِ أَبَدًا».
وذكر ابن إسحاق أن أبا طالب قال شعرًا حين أجمع لذلك من نصرة رسول الله عليه والدفاع عنه على ما كان من عداوة قومه:
وعن عقيل بن أبي طالب قال:
| أبو طالب بن عبد المطلب | جَاءَتْ قُرَيْشٌ إِلَى أَبِي طَالِبٍ فَقَالُوا: يَا أَبَا طَالِبٍ، إِنَّ ابْنَ أَخِيكَ يَأْتِينَا فِي أَفْنِيَتِنَا، وَفِي نَادِينَا، فَيُسْمِعُنَا مَا يُؤْذِينَا بِهِ، فَإِنْ رَأَيْتَ أَنْ تَكُفَّهُ عَنَّا فَافْعَلْ. فَقَالَ لِي: يَا عَقِيلُ، الْتَمَسْ لِي ابْنَ عَمِّكَ، فَأَخْرَجْتُهُ مِنْ كِبْسٍ مِنْ أَكْبَاسِ أَبِي طَالِبٍ، فَأَقْبَلَ يَمْشِي مَعِي يَطْلُبُ الْفَيْءَ يَمْشِي فِيهِ، فَلَا يَقْدِرُ عَلَيْهِ، حَتَّى انْتَهَى إِلَى أَبِي طَالِبٍ، فَقَالَ لَهُ أَبُو طَالِبٍ: يَا ابْنَ أَخِي، وَاللَّهِ مَا عَلِمْتُ إِنْ كُنْتَ لِي لَمُطَاعًا، وَقَدْ جَاءَ قَوْمُكَ يَزْعُمُونَ أَنَّكَ تَأْتِيهِمْ فِي كَعْبَتِهِمْ، وَفِي نَادِيهِمْ تُسْمِعُهُمْ مَا يُؤْذِيهِمْ، فَإِنْ رَأَيْتَ أَنْ تَكُفَّ عَنْهُمْ. فَحَلَّقَ بِبَصَرِهِ إِلَى السَّمَاءِ، فَقَالَ: " وَاللَّهِ مَا أَنَا بِأَقْدَرَ أَنْ أَدَعَ مَا بُعِثْتُ بِهِ مِنْ أَنْ يُشْعِلَ أَحَدُكُمْ مِنْ هَذِهِ الشَّمْسِ شُعْلَةً مِنْ نَارٍ ". فَقَالَ أَبُو طَالِبٍ: وَاللَّهِ مَا كَذَبَ ابْنُ أَخِي قَطُّ، ارْجِعُوا رَاشِدِينَ | أبو طالب بن عبد المطلب |

##### المرة الثالثة
ثم إن قريشًا حين عرفوا أن أبا طالب قد أبى خذلان رسول الله وإسلامه، وإجماعه لفراقهم في ذلك وعداوتهم، مشوا إليه بعمارة بن الوليد، فقالوا له: «يا أبا طالب، هذا عمارة ابن الوليد، أنهد فتى في قريش وأجمله، فخذه فلك عقله ونصره، واتخذه ولدا فهو لك، وأسلم إلينا ابن أخيك هذا، الذي قد خالف دينك ودين آبائك، وفرق جماعة قومك، وسفه أحلامهم، فنقتله، فإنما هو رجل برجل»، قال أبو طالب: «وَاَللَّهِ لَبِئْسَ مَا تَسُومُونَنِي! أَتُعْطُونَنِي ابْنَكُمْ أَغْذُوهُ لَكُمْ، وَأُعْطِيكُمْ ابْنِي تَقْتُلُونَهُ! هَذَا وَاَللَّهِ مَا لَا يَكُونُ أَبَدًا». فقال المطعم بن عدي: «والله يا أبا طالب لقد أنصفك قومك، وجهدوا على التخلص مما تكرهه، فما أراك تريد أن تقبل منهم شيئًا»، فقال أبو طالب للمطعم: «وَاَللَّهِ مَا أَنْصَفُونِي، وَلَكِنَّكَ قَدْ أَجْمَعْتَ خِذْلَانِي وَمُظَاهَرَةَ الْقَوْمِ عَلَيَّ، فَاصْنَعْ مَا بَدَا لَكَ» أو كما قال. فحقب الأمر، وحميت الحرب، وتنابذ القوم، وبادى بعضهم بعضًا.
وقال أبو طالب عند ذلك، يعرض بالمطعم بن عدي، ويعم من خذله من بني عبد مناف، ومن عاداه من قبائل قريش، ويذكر ما سألوه، وما تباعد من أمرهم:
قال ابن هشام: «تَرَكْنَا مِنْهَا بَيْتَيْنِ أَقْذَعَ فِيهِمَا».

#### الهجرة إلى الحبشة وشعر أبي طالب
ولما هاجر المسلمون إلى الحبشة، قال أبو طالب أبياتًا للنجاشي يحضهم على حسن جوارهم والدفع عنهم:

### حصار بني هاشم
لما بلغ قريشًا فعل النجاشي بالمسلمين، وأن عمر بن الخطاب وحمزة بن عبد المطلب قد أسلما، وعندما رأوا الإسلام يفشوا في القبائل، كبُر ذلك عليهم، وأجمعوا على قتل محمد، فكلّموا بني هاشم في ذلك فرفضوا تسليمه إليهم، وأجمع بنو هاشم أمرهم على أن يُدخلوا محمدًا شِعبَهم ويمنعوه ممن أراد قتله، فانحازت بنو المطلب بن عبد مناف إلى أبي طالب في شعبه مع بني هاشم مسلمهم وغير مسلمهم، إلا أبو لهب فإنه فارقهم وكان مع قريش. ولمّا عرفت قريش ذلك، أجمعوا على حصار بني هاشم، بألا يناكحوهم ولا يبايعوهم ولا يخالطوهم ولا يجالسوهم، حتى يسلموا محمدًا للقتل، وكتبوا بذلك كتابًا وعلّقوه في جوف الكعبة. وكان الذي كتب الصحيفة «منصور بن عكرمة العبدري»، والذي قد رُوي أن النبي محمد قد دعى عليه فشُلّت يده.
وحصروا بني هاشم في شعب أبي طالب ليلة هلال المحرم سنة سبع من البعثة (6 ق هـ)، وقطعوا عنهم الميرة والمادة، فكانوا لا يخرجون إلا من موسم إلى موسم حتى اشتد عليهم الحصار، وكانوا ينفقون من أموال خديجة بنت خويلد، وأموال أبي طالب حتى نفدت، واضطروا بعدها إلى أن يأكلوا ورق الشجر، وسُمع أصوات صبيانهم من وراء الشعب، فأقاموا في الشعب ثلاث سنين، وقيل سنتين.
فلما اجتمعت على ذلك قريش، وصنعوا فيه الذي صنعوا، قال أبو طالب:
سعى خمسة من رؤساء قريش في نقض الصحيفة وإنهاء الحصار، فكان أول من بدأ في ذلك الأمر هشام بن عمرو والذي كان يأتي بني هاشم وبني المطلب بالطعام إلى الشعب ليلًا، وآزره زهير بن أبي أمية (أمه عاتكة بنت عبد المطلب)، والمطعم بن عدي، وأبو البختري بن هشام، وزمعة بن الأسود. ثم قد علم النبي محمد أمر صحيفتهم وأن الأرضة قد أكلت ما كان فيها إلا ذكر الله، وهي كلمة «باسمك اللهم»، فذكر النبي ذلك لأبي طالب.
وروى ابن سعد أنه لما مضت ثلاث سنين، علم النبي محمد أمر الصحيفة، وأن الأرضة قد أكلت ما كان فيها إلا ذكر الله، فذكر النبي ذلك لعمه، فقال أبو طالب: «أَحَقٌّ مَا تُخْبِرُنِي يَا ابْنَ أَخِي؟»، قال: «نَعَمْ وَاللَّهِ!»، فذكر أبو طالب ذلك لإخوته، فقالوا له: «مَا ظَنُّكَ بِهِ؟»، فقال أبو طالب: «وَاللَّهِ مَا كَذَبَنِي قَطُّ»، قال: «فَمَا تَرَى؟»، قال: «أَرَى أَنْ تَلْبَسُوا أَحْسَنَ مَا تَجِدُونَ مِنَ الثِّيَابِ ثُمَّ تَخْرُجُونَ إِلَى قُرَيْشٍ فَنَذْكُرُ ذَلِكَ لَهُمْ قَبْلَ أَنْ يَبْلُغَهُمُ الْخَبَرُ». فخرجوا حتى دخلوا المسجد، فصمدوا إلى الحجر وكان لا يجلس فيه إلا مسان قريش وذوو نهاهم، فترفعت إليهم المجالس ينظرون ماذا يقولون. فقال أبو طالب: «إِنَّا قَدْ جِئْنَا لأَمْرٍ فَأَجِيبُوا فِيهِ بِالَّذِي يُعْرَفُ لَكُمْ»، قالوا: «مَرْحَبًا بِكُمْ وَأَهْلا وَعِنْدَنَا مَا يَسُرُّكَ فَمَا طَلَبْتَ؟»، فقال: «إِنَّ ابْنَ أَخِي قَدْ أَخْبَرَنِي وَلَمُ يَكْذِبْنِي قَطُّ أَنَّ اللَّهَ سَلَّطَ عَلَى صَحِيفَتِكُمُ الَّتِي كَتَبْتُمُ الأَرَضَةَ فَلَمَسَتْ كُلَّ مَا كَانَ فِيهَا مِنْ جَوْرٍ أَوْ ظُلْمٍ أَوْ قَطِيعَةِ رَحِمٍ وَبَقِيَ فِيهَا كُلُّ مَا ذُكِرَ بِهِ اللَّهُ. فَإِنْ كَانَ ابْنُ أَخِي صَادِقًا نَزَعْتُمْ عَنْ سُوءِ رَأْيِكُمْ. وَإِنْ كَانَ كَاذِبًا دَفَعْتُهُ إِلَيْكُمْ فَقَتَلْتُمُوهُ أَوِ اسْتَحْيَيْتُمُوهُ إِنْ شِئْتُمْ»، قالوا: «قَدْ أَنْصَفْتَنَا».
فأرسلوا إلى الصحيفة. فلما أتي بها قال أبو طالب: «اقرؤوها»، فلما فتحوها إذا هي كما قال رسول الله قد أكلت إلا ما كان من ذكر الله فيها. فسقط في أيدي القوم ثم نكسوا على رؤوسهم. فقال أبو طالب: «هَلْ تَبَيَّنَ لَكُمْ أَنَّكُمْ أَوْلَى بِالظُّلْمِ وَالْقَطِيعَةِ وَالإِسَاءَةِ؟» فلم يراجعه أحد من القوم. وتلاوم رجال من قريش على ما صنعوا ببني هاشم. فمكثوا غير كثير. ورجع أبو طالب إلى الشعب وهو يقول: «يا معشر قريش علام نُحْصَرُ وَنُحْبَسُ وَقَدْ بَانَ الأَمْرُ؟»، ثم دخل هو وأصحابه بين أستار الكعبة والكعبة فقال: «اللَّهُمَّ انْصُرْنَا مِمَّنْ ظَلَمَنَا. وَقَطَعَ أَرْحَامَنَا. وَاسْتَحَلَّ مِنَّا مَا يَحْرُمُ عَلَيْهِ مِنَّا!»، ثم انصرفوا. وعند ذلك قام المطعم بن عدي إلى الصحيفة فمزقها، ثم مشى مع من أجمعوا على نقض الصحيفة، فلبسوا السلاح ثم خرجوا إلى بني هاشم وبني المطلب فأمروهم بالخروج إلى مساكنهم ففعلوا. وكان خروجهم من الشعب في السنة العاشرة للبعثة (3 ق هـ).
ولما مزقت الصحيفة وبطل ما فيها. قال أبو طالب، فيما كان من أمر أولئك النفر الذين قاموا في نقضها يمدحهم:

## وفاته
اختلف المؤرخون حول تاريخ وفاة أبي طالب، فقد جاء في رواية عن الإمام علي السجاد أنّ «خديجة ماتت قبل الهجرة بسنة ومات أبو طالب بعد موت خديجة بسنة»، وفي رواية أُخرى أن أبا طالب تُوفي قبل خديجة، ثم توفيت بعده بثلاثة أيام، وقيل في خمسة أيام من شهر رمضان في السنة العاشرة من البعثة، وقيل تُوفيت بعد وفاته بستة شهور، وعلى قولٍ آخر أنها توفيت بعد وفاته بثلاثة أيام، وقيل بعده بشهر، وقيل بينهما خمسة وثلاثون يومًا.
أمّا السنة التي تُوفي فيها، فقد رُوي أنه مات بعد الخروج من الشعب بشهرين، وقيل توفي في السنة العاشرة من البعثة، وقيل قبل الهجرة بثلاث سنوات، وقيل بعد البعثة بتسع سنوات وثمانية أشهر وذلك بعد خروجه من الشعب بشهرين، وعلى زعم أنهم خرجوا من الشعب قبل الهجرة بثلاث سنوات، وأنه تُوفي في النصف من شعبان في السنة العاشرة من البعثة، وفي رواية أنه تُوفي في في السادس والعشرين من رجب في السنة ذاتها، وعلى رأي آخر أنه توفي النصف من شوال من السنة نفسها، وقيل أنه توفي في السنة الحادية عشرة من البعثة.

## أبناؤه
- طالب بن أبي طالب، أمه فاطمة بنت أسد، ابن عم النبي محمد، وشقيق علي بن أبي طالب، خرج إلى بدر مكرهًا، لم يذكر شيء عن إسلامه في مصادر أهل السنة والجماعة، بينما يعتقد الشيعة أنه أسلم وصحب النبي محمد.[81][82]
- عقيل بن أبي طالب، أمه فاطمة بنت أسد، صحابي من صحابة محمد بن عبد الله نبي الإسلام وابن عمه الذي قال له: «يَا أَبَا يَزِيدَ،إِنِّي أُحِبُّكَ حُبَّيْنِ حُبًّا لِقَرَابَتِكَ، وَحُبَّا لِمَا كُنْتُ أَعْلَمُ مِنْ حُبِّ عَمِّي إِيَّاكَ».[83]
- جعفر بن أبي طالب، أمه فاطمة بنت أسد، هو صحابي وقائد مسلم، ومن السابقين الأولين إلى الإسلام، وهو ابنُ عم النبي محمد وأحدُ وزرائه لقوله: «إِنَّهُ لَمْ يَكُنْ نَبِيُّ قَبْلِي إِلا قَدْ أُعْطِيَ سَبْعَةَ رُفَقَاءَ نُجَبَاءَ وَوُزَرَاءَ، وَإِنِّي أُعْطِيتُ أَرْبَعَةَ عَشَرَ: حَمْزَةُ، وَجَعْفَرٌ، وَعَلِيٌّ، وَحَسَنٌ، وَحُسَيْنٌ، وَأَبُو بَكْرٍ، وَعُمَرُ، وَعَبْدُ اللَّهِ بْنُ مَسْعُودٍ، وَأَبُو ذَرٍّ، وَالْمِقْدَادُ، وَحُذَيْفَةُ، وَسَلْمَانُ، وَعَمَّارٌ، وَبِلالٌ».[84]
- علي بن أبي طالب، أمه فاطمة بنت أسد، ابن عم الرسول محمد بن عبد الله وصهره، من آل بيته، وأحد أصحابه، هو رابع الخلفاء الراشدين عند السنة وأحد العشرة المبشرين بالجنة وأوّل الأئمّة عند الشيعة.[85] ولد في مكة وتشير مصادر التاريخ بأن ولادته كانت في جوف الكعبة.[86]
- أم هانئ بنت أبي طالب، أمها فاطمة بنت أسد، واسمها فاختة، وقيل: فَاطِمَةُ، وقيل: هند، وقيل: عاتكة، وقيل: رملة، أسلمت عام الفتح.[87][88]
- جمانة بنت أبي طالب، أمها فاطمة بنت أسد، ذكر ابن إسحاق أَنْ النبيَّ أَعطاها من خَيْبَر ثلاثين وسقًا، ولم يكن ليعطيها إلا وهي مسلمة.

وكان كل واحد منهم أكبر من الذي يليه بعشر سنين. فيكون طالب أسن من علي بثلاثين سنة، وبه كان يكنى أبوه، وأمهم جميعًا فاطمة بنت أسد بن هاشم وهي أول هاشمية ولدت لهاشمي وكان رسول الله يدعوها أمي لأنها ربَّته. وكانت من السابقات إلى الإسلام ولما تُوفِّيت صَلّى عليها النبي ودخل قبرها وترحَّم عليها.
وقد اختلف هل لأبي طالب أبناء وبنات آخرون، فقد ذكر البعض أبناءً إخرون وهم:
- ريطة بنت أبي طالب، أمها فاطمة بنت أسد، أطعمها رسول الله محمد في خيبر أربعين وسقا وما كان ليطعمها إلا وهي مسلمة.[90][91]
- أسماء بنت أبي طالب، أمها فاطمة بنت أسد، قال ابن سعد عند ذكر أبناء أبي طالب: «وقال بعضهم وأسماء بنت أبي طالب وأمهم جميعا فاطمة بنت أسد بن هاشم بن عبد مناف بن قصي».[92]
- أم طالب بنت أبي طالب، تعتقد أغلب المصادر أنها ريطة بنت أبي طالب نفسها، أمها فاطمة بنت أسد.[90]
- طليق بن أبي طالب، مختلف في نسبته لأبي طالب، قيل أمه أمة لبني مخزوم غشيها أبو طالب فحملته، فادعاه وادعاه أيضًا رجل آخر من حضرموت، وأرادوا بيعه من الحضرمي،[93] وقيل أمه علة وهي أم الحويرث بن أبي ذباب بن عبد الله بن عامر بن الحارث بن حارثة بن سعد بن تيم بن مرة.[94][95] درج ومات صغيرًا وليس له عقب.

## حكمه

### أهل السنة
يعتقد أهل السنة أن أبا طالب عم رسول الله مات كافرًا، لا يوجد في ذلك خلاف معتبر بين أهل العلم، ويستدلون على ذلك بأحاديث عدة، منها حديث العباس بن عبد المطلب أنه قال: 
| أبو طالب بن عبد المطلب | قلت للنبي ﷺ ما أغنيت عن عمك، فإنه كان يحوطك ويغضب لك قال: هو في ضحضاح من نار، ولولا أنا لكان في الدرك الأسفل من النار | أبو طالب بن عبد المطلب |

وقال ابن كثير: (وكان استمرار أبو طالب على دين قومه من حكمة الله تعالى، ومما صنعه لرسوله من الحماية، إذ لو كان أسلم أبو طالب لما كان له عند مشركي قريش وجاهة ولا كلمة، ولا كانوا يهابونه ويحترمونه، ولاجترأوا عليه، ولمدوا أيديهم وألسنتهم بالسوء إليه).

### الشيعة
يعتقد الشيعة أنه مات مسلمًا مؤمنًا بالرسالة المحمدية.

#### منزلته عند الشيعة
- قال جعفر الصادق:

| أبو طالب بن عبد المطلب | هبط جبرئيل على رسول الله فقال: يا محمّد، إنّ الله عزّ وجل قد شفّعك في خمسة: في بطن حملك وهي آمنة بنت وهب بن عبد مناف، وفي صلب أنزلك وهو عبد الله بن عبد المطّلب، وفي حجر كفلك، وهو عبد المطّلب بن هاشم، وفي بيت آواك وهو عبد مناف بن عبد المطّلب أبو طالب، وفي أخ كان لك في الجاهلية | أبو طالب بن عبد المطلب |

- وفي حديث آخر:

| أبو طالب بن عبد المطلب | نزل جبرئيل على النبي فقال: يا محمّد، إنّ ربّك يقرئك السلام ويقول: إنّي قد حرّمت النار على صلب أنزلك، وبطن حملك، وحجر كفلك، فالصلب صلب أبيك عبد الله بن عبد المطّلب، والبطن الذي حملك فآمنة بنت وهب، وأمّا حجر كفلك فحجر أبي طالب | أبو طالب بن عبد المطلب |

- قال علي: «والله ما عبد أبي ولا جدّي عبد المطّلب ولا هاشم ولا عبد مناف صنمًا قطّ»، قيل له: فما كانوا يعبدون؟ قال: «كانوا يصلّون إلى البيت على دين إبراهيم متمسّكين به»».[102]

#### مؤلفات شيعية حول إيمانه
- إيمان أبي طالب - الشيخ المفيد[103]
- إيمان أبي طالب - سيد ابن طاوس[104]
- الحجة على الذاهب إلى تكفير أبي طالب - فخار بن معد[105]
- منية الطالب في إيمان أبي طالب - حسين الطباطبائي اليزدي الحائري[106]
- بغية الطالب في إيمان أبي طالب - محمد عباس التستري الهندي[107]
- منية الراغب في إيمان أبي طالب - محمد رضا الطبسي النجفي.[108]
- أبو طالب مؤمن قريش - عبد الله الخنيزي.[109]
- إيمان أبي طالب - سهل بن أحمد بن عبد الله ابن سهل الذي سمع منه التلعكبري[110]
- القول الصائب في إسلام أبي طالب - الشريف عبد الحليم العزمي الحسيني[111]
- إيمان أبي طالب - أبي الحسين أحمد بن محمد بن أحمد بن طرخان الكندي الجرجائي[104]
- إيمان أبي طالب - أحمد بن القاسم[104]
- إيمان أبي طالب - أحمد بن محمد بن عمار[104]
- إيمان أبي طالب - علي بن حمزة البصري التميمي[110]
- إيمان أبي طالب وأحواله وأشعاره - محسن آقا بن ميرزا محمد آقا[110]
- مقصد الطالب في إيمان آباء النبيّ وعمّه أبي طالب - حسین الجرجاني.[112]
- القول الواجب في إيمان أبي طالب - محمد علي فصیح الهندي.[113]
- أبو طالب عليه ‌السلام ثالث من أسلم - نبيل الحسني[114]

### بعض الآراء التي ترى إسلامه
- ألف أحمد زيني دحلان - مفتي الشافعية في زمانه بمكة المكرمة - كتاب «أسنى المطالب في نجاة أبي طالب».[115]
- ذكر أحمد بن الحسين الموصلى الحنفي المشهور بابن وحشي في شرحه على الكتاب المسمى بشهاب الأخبار للعلامة محمد بن سلامة القضاعي المتوفى سنة 454 هـ. أن بغض أبي طالب كفر، ونص على ذلك أيضًا من أئمة المالكية العلامة على الأجهوري في فتاويه، والتلمساني في حاشيته على الشفاء فقال عند ذكر أبي طالب: لا ينبغى أن يذكر إلا بحماية النبي لأنه حماه ونصره بقوله وفعله، وفي ذكره بمكروه أذية للنبي وكفر، والكافر يقتل [116]
- قال أبو العزائم:[117] (والحقيقة أن سيدنا أبا طالب هو رجل السياسة الأول في دعوة الإسلام، فالشواهد التي مرت من كلام الكهان، وعلامات النبوة جعلته يؤمن بسيدنا رسول الله ﴿ص وآله﴾ من البداية سرًا، وأظهر أمام قريش عدم النطق بكلمة الإسلام حتى يتمكن من فض المنازعات بين الرسول الكريم وبين صناديد الكفر والشرك في قريش، وكان له ما أراد والأدلة على ذلك كثيرة).

## شخصية أبو طالب في السينما والتلفزيون
جسدت شخصية أبو طالب في مسلسلات وأفلام منها:
- 1977 : فيلم الرسالة من إخراج السوري مصطفى العقاد وقام بتجسيد شخصية أبو طالب الممثل المصري عبد الرحيم الزرقاني.
- 1993 : مسلسل الوعد الحق عن السيرة النبوية بطولة عبد الله غيث وحمدي غيث. وقام بدور أبو طالب الممثل أحمد مرعي.
- 2008 : مسلسل قمر بني هاشم من إخراج السوري محمد الشيخ نجيب وقام بتجسيد شخصية أبو طالب الممثل الأردني عاكف نجم.
- 2009 : فيلم الخوافي والقوادم في نصرة الإسلام من إخراج السوري سيف شيخ نجيب وقام بتجسيد شخصية أبو طالب الممثل الأردني عاكف نجم.
- 2009 : مسلسل صدق وعده من إخراج الأردني محمد عزيزية وقام بتجسيد شخصية أبو طالب الممثل المصري أشرف عبد الغفور.
- 2012 : مسلسل عمر من إخراج السوري حاتم علي وقام بتجسيد شخصية أبو طالب الممثل المصري عبد العزيز مخيون.

## طالع أيضًا
- لامية أبي طالب

### ثبت المراجع

#### الكتب
- محمد صادق الكرباسي (2008)، معجم أنصار الحسين - الهاشميّون: دائرة المعارف الحسينية (ط. 1)، لندن: المركز الحسيني للدراسات، QID:Q124101213
- ابن كثير الدمشقي (1982)، البداية والنهاية، بيروت: دار الفكر للطباعة والنشر والتوزيع، مطبعة السعادة، OCLC:28144426، QID:Q114679727
- أبو بكر البيهقي (1988)، دلائل النبوة ومعرفة أحوال صاحب الشريعة، تحقيق: عبد المعطي قلعجي، بيروت: دار الكتب العلمية، QID:Q121009416
- ابن حجر العسقلاني (1995)، الإصابة في تمييز الصحابة، تحقيق: علي محمد معوض، عادل أحمد عبد الموجود (ط. 1)، بيروت: دار الكتب العلمية، OCLC:4770581745، QID:Q116752596
- ابن شهر آشوب (1991)، مناقب آل أبي طالب (ط. 2)، بيروت: دار الأضواء، QID:Q124101528
- ابن عنبة (1961)، عمدة الطالب في أنساب آل أبي طالب، تحقيق: محمد حسن الطالقاني (ط. 2)، النجف: المطبعة الحيدرية، QID:Q124101774{{استشهاد}}:  صيانة الاستشهاد: ref duplicates default (link)
- علي النمازي الشاهرودي (1999)، مستدرك سفينة البحار، تحقيق: حسن علي النمازي، قم: مؤسسة النشر الإسلامي، جمعية مدرسي حوزة قم العلمية، QID:Q124101849
- ابن حجر العسقلاني (1959)، فتح الباري بشرح صحيح البخاري، تحقيق: محب الدين الخطيب، بيروت: دار المعرفة للطباعة والنشر، QID:Q116945634
- أبو عبد الله الحاكم النيسابوري (1990)، المستدرك على الصحيحين، تحقيق: مصطفى عبد القادر عطا، بيروت: دار الكتب العلمية، OCLC:24112324، QID:Q120985031
- ابن عساكر (1995)، تاريخ مدينة دمشق، تحقيق: عمر بن غرامة العمروي، بيروت: دار الفكر للطباعة والنشر والتوزيع، OCLC:4770667638، QID:Q116753093{{استشهاد}}:  صيانة الاستشهاد: ref duplicates default (link)
- ابن منظور (1984)، مختصر تاريخ دمشق لابن عساكر، تحقيق: روحية النحاس، رياض عبد الحميد مراد، محمد مطيع الحافظ (ط. 1)، دمشق: دار الفكر، QID:Q110238771{{استشهاد}}:  صيانة الاستشهاد: ref duplicates default (link)

#### المواقع
- الصنقور، الشيخ محمد (2011). "اسم أبي طالب رضوان الله عليه (نشر بتاريخ: 02 يوليو 2011)". حوزة الهدى للدِّراسات الإسلاميَّة. مؤرشف من الأصل في 2024-01-05.

## وصلات خارجية
- بوابة الشعراء : ديوان أبو طالب بن عبد المطلب